# 진시황릉
진시황릉(秦始皇陵)은 중국 최초의 황제인 진 시황제의 묘지이다. 여산 또는 역산(酈山)이라고 불리는, 중화인민공화국 산시성 시안 린퉁구 원산원(驪山園)에 있는 야산에 위치하여 있다. 기원전 246년에서 208년까지 38년간 공사를 했으며, 지금의 황릉은 야트막한 피라미드형으로, 시간이 지나며 그 높이가 낮아졌음에도 불구하고 무려 76m라는 높이를 자랑한다. 진시황릉은 당시 진나라의 수도였던 함양의 모양을 본따서 만들어졌는데, 외성과 내성으로 나뉘어 있다. 외성의 둘레는 6.3km이고, 내성의 둘레는 2.5km이다. 우리가 현재 볼 수 있는 산은 당시 내성이었던 부분의 남서쪽에 위치하며, 동쪽을 바라보고 있다. 관이 안치되어 있는 매장실과 기타 부장품들은 아직까지도 완전히 발굴되지 못하였다.
관이 들어있는 매장실은 아직까지 발굴되지 않았기에, 현재 중국 고고학계가 주로 발굴, 조사하는 곳은 진시황릉을 넓게 둘러싸고 있는 외성과 내성 부분이다. 또한 무덤 동쪽에 있는 병마용 또한 워낙 그 규모가 방대하기에 이 유물들만을 조사하는 데에도 시간이 많이 걸린다고 한다. 병마용은 진시황을 사후세계에서도 지키기 위해 만들어졌고, 이 또한 아직까지 완전히 발굴되지 못하였다.

## 역사
사마천 『사기(史記)』의 「진시황본기(秦始皇本紀)」에 따르면 기원전 246년, 그가 13살의 나이로 왕위에 올랐을 때 진시황릉의 공사가 시작되었다고 한다. 다만 이처럼 산 하나를 통째로 쌓아 거대한 무덤을 만들기 시작한 것은, 기원전 221년 진시황이 중국을 통일하고 난 후였다. 즉위 초부터 여산(酈山)에 무덤을 착공하기 시작하였고, 통일 후에 국력이 강성해지자 이 곳의 공사를 위하여 최대 70여만 명까지 동원하였다고 한다. 아래의 내용은 사기의 진시황본기에 나온 내용이다.
九月，葬始皇酈山.
始皇初即位, 穿治酈山, 及并天下, 天下徒送詣七十餘萬人, 穿三泉, 下銅而致槨.
宮觀百官奇器珍怪徙臧滿之.
令匠作機弩矢, 有所穿近者輒射之.
以水銀為百川江河大海, 機相灌輸.
上具天文, 下具地理.
以人魚膏為燭, 度不滅者久之.
二世曰 "先帝後宮非有子者, 出焉不宜."
皆令從死, 死者甚眾.
葬既已下, 或言 "工匠為機, 臧皆知之, 臧重即泄."
大事畢, 已臧, 閉中羨, 下外羨門, 盡閉工匠臧者, 無復出者. 樹草木以象山.

한국어로 해석하면 다음과 같다.

9월에 시황제를 여산에 묻었다.
시황제가 즉위한 직후부터 공사가 시작되었고, 천하를 통일한 후에는 70만 명에 달하는 사람들을 시켜 지하수가 3번 나올 정도로 땅을 깊게 파게 하고 구리를 부어 밖을 만들었다.
궁궐, 관리들과 함께 진기한 보화를 함께 묻었다.
장인에게 특별히 쇠뇌를 만들게 하여 능에 접근하는 자를 쏘게 하였다.
수은으로 하천, 강, 바다를 만들고 기계로 수은을 채웠다.
위로는 하늘의 모습을, 아래로는 땅의 모습을 갖추었다.
인어의 기름으로 초를 만들어, 영원히 꺼지지 않도록 하였다.
이세 황제가 말하기를, "자식을 낳지 못한 선제의 후궁을 내쫓는 것은 옳지 못하다"
명을 내려 그들을 모두 죽이니, 이 때 죽은 자가 매우 많았다.
매장을 끝내자 누군가가 고하기를, "장인이 기계를 만들었고 모든 노예가 이를 알고 있는데, 노예가 많아 누설될 것입니다."
장례가 끝나고 이미 다 감추어 놓자, 묘의 가운데 통로를 폐쇄하고 바깥문도 폐쇄하여 장인과 노예들이 나오지 못하게 하니, 다시는 빠져나오는 사람들이 없었으며, 풀과 나무를 심으니 마치 산과 같았다.

많은 학자들은 실제로 '지하수가 3번이나 나올 정도로 땅을 팠다'라는 기록이 맞는지에 대해서는 의문을 표한다. 또한 기록에 나오는 '인어'도, 고래를 뜻하는 것인지, 아니면 듀공과 같은 해양 포유류를 말하는 것인지에 대한 논란이 있다.
진시황릉이 완공되기 전, 진나라 말기 들어 사회가 흔들리며 많은 반란들이 일어나게 되었다. 장한 장군은 진시황릉에서 일하고 있던 70만 인력을 빼내어 모두 반란을 진압하는 데에 이용했고, 이로 인해 공사는 잠시 중단될 수 밖에 없었다. 나중에 항우가 함양으로 들어왔을 때, 무려 30만 명에 달하는 병사들을 동원하여 이 곳을 도굴하였다는 기록이 있다. 또한 이 때, 항우가 무덤을 도굴하기 위해 만들어놓은 거대한 구멍에 양이 빠지자, 어느 양치기가 횃불을 들고 양을 구하러 갔다가 실수로 그 안에 있던 목조 건축물들에 불을 내 그 안에 있었던 건물들이 전소하였다는 설화 또한 전해져 내려온다. 실제로 병마용을 덮고 있던 목조 구조물 들 중에서 화재의 흔적이 발견되기도 하였다. 다만 실제로 이러한 대규모 약탈이 있었는지에 대한 여부는 알 수 없고, 몇몇 학자들은 진시황릉이 아예 훼손되지 않은 채 온전한 상태로 지금까지 남아있다고 주장하기도 한다.
1987년, 진시황릉은 병마용갱과 함께 유네스코 세계 문화유산으로 지정되었다.

## 병마용의 발견

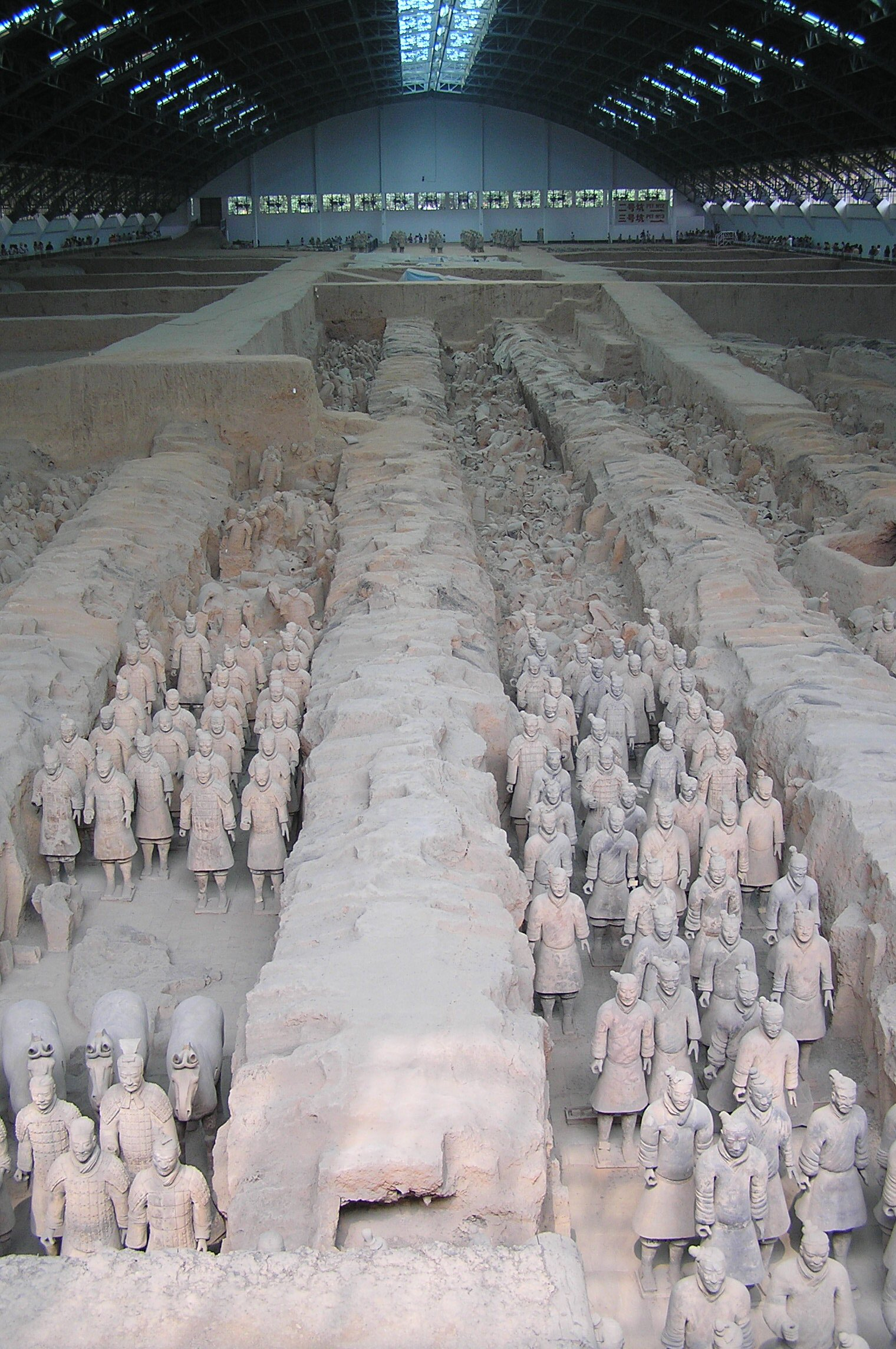
병마용갱

1974년 3월, 한 마을의 주민들이 우물을 파다가 우연히 진흙으로 만들어진 토용과 청동 화살촉을 발견하게 되었다. 약 2m정도 파내려가던 도중, 그들은 유난히 딱딱한 흙과 붉은색 가루, 테라코타, 청동 화살촉 등을 발견하게 된다. 한 주민은 테라코타와 흙과 같은 것들은 한쪽으로 쌓아내 버린 뒤, 청동 화살촉만 따로 시장에 팔기 위해 모아두었다. 다른 주민들은 베개로 쓰기 위해 테라코타 벽돌을 가져갔다. 이런 상황을 지켜보던 한 유압 기술자가 발견된 유물들을 보고, 주민들에게 그 것들을 문화재 관리국에 팔지 않겠느냐고 제안한다. 그 기술자는 주민들에게 두 수레 분에 달하는 흙 조각들(나중에는 부서진 병마용으로 판정났다.)을 가득 실어 문화재 관리국에 팔았다. 그 후 이 조각들의 중요성을 곧바로 파악한 관리자는, 직후 마을로 향해 발굴된 모든 유물들을 사들였고, 나중에는 시장에 이미 팔려나간 것들까지 모두 다시 사왔다.
1974년 5월, 산시 성에서 파견된 고고학자 팀이 유적지로 향했고, 나중에는 병마용 1호갱이라고 불리게 될 곳을 발굴하기 시작했다. 나중에 2호갱이 발견되었고, 7월에는 3호갱이 마저 발견되었다. 20,000평방 미터에 달하는 면적을 발굴하였는데, 이 곳에서 약 7,000개에 달하는 병마용과 말들이 발견되었고 수 백개에 달하는 목제 전차와 가마들도 함께 출토되었다. 발굴된 유적들을 보호하기 위해 거대한 구조물들이 만들어졌는데, 첫 번째는 1979년에 완성되었다. 2008년에는 600개에 달하는 구덩이들이 발견되었고, 몇몇 구덩이들은 진시황릉에서 수 킬로미터나 떨어진 곳에서 발견되기도 하였다.

## 고고학적 연구
진시황릉은 당시 진시황의 궁전을 그대로 축소, 복제한 모형이다. 거대한 봉우리가 중앙에 있고, 내성과 외성이 이를 차례대로 둘러싸며 보호하고 있다. 또한 내성과 외성 안팎에 군데군데 점토로 구워 만든 병마용과 유물들이 묻혀있다. 내성벽 내부의 서쪽 부근에서는 청동 마차와 말들이 발견되었다. 내성벽 안에서는 황제들을 모시던 관리들과 행정 각료들의 모습을 본딴 인형들이 발굴되었다. 외성과 내성 안 사이의 공간에서는 무희들과 광대들의 인형들이 출토되었다. 외성벽 북쪽에서는 황실 정원이 있었는데, 이 정원에서 청동으로 만든 학과 거위, 오리, 그리고 악사들의 모형이 발굴되었다. 외성 바깥쪽에서는, 말들이 산 채로 묻혀진 모습도 볼 수 있었다. 참고로 진시황릉 서쪽에서는 이 능을 짓기 위해 희생당한 수많은 사람들의 유해가 묻혀있었다. 병마용갱은 여산에서 약 1.5km 동쪽으로 떨어진 곳에 묻혀 있다.
아직까지 진시황릉의 봉우리는 본격적으로 발굴되지 않은 상태이지만, 이를 발굴하기 위해 수많은 기술들이 연구되고 있다. 진시황의 지하 궁전이 봉우리 바로 아래에 묻혀있는 것으로 추정된다. 고고학자들이 금속 탐지기를 통해 조사한 결과에 의하면, 봉우리 아래에서 약 4m 정도의 높이의 벽이 발견되었는데, 가로로 390m이고 세로로 460m였다고 한다. 이는 지하 궁전을 지탱하는 벽으로 추정되며, 벽돌로 만들어졌다고 한다. 이 벽들의 사면에는 완만한 경사로가 연결되어 있는데, 이 중 서쪽에 연결되어 있는 경사로에서는 청동 말들과 마차가 발견되었다. 관이 들어있는 매장실 자체는, 동서로 80m이며, 남북으로 50m이다. 또한 그 높이는 약 15m정도이다. 다만 지하궁전의 깊이가 어느 정도이냐에 대해서는 논란이 있는데, 약 20m에서부터 최대 50m까지 그 학설이 분분하다.
과학자들이 실시한 연구에 의하면, 진시황릉 속에 묻혀 있던 대부분의 금속 구조물들이, 잘 보존된 채로 남아있다고 한다. 이는 진시황릉에 설치된 안정적인 배수 시스템 덕분으로 여겨진다. 사마천의 기록에도 따르면, 진시황릉을 팔 때 지하수를 세 번이나 만났기 때문에 능을 잘 보존할 수 있게 하기 위해서는 당연히 배수 설비가 잘 되어 있어야 할 수 밖에 없다는 것이다. 2000년에는 지하 댐과 배수 수로가 발견되었고, 지하궁전은 침수되지 않은 것으로 밝혀졌다. 또한 진시황릉 주변의 토양에서 극도로 높은 수치의 수은이 검출되었는데 ,이는 사기에 기록된 내용 중 '수은으로 하천과 강, 바다를 가득 채웠다'라는 부분과 어느 정도 연관성이 있어 보인다. 어떤 학자들은 만약 지하궁전이 발굴되어 외부 공기에 수은이 직접적으로 노출되게 되면, 이 수은이 휘발하여 공기로 퍼져나가지 않을까 우려하기도 한다. 하지만 이에 대한 반론도 만만치 않다. 토양 검사를 할 때, 총 54곳에서 수은 검출 검사를 실시하였는데, 한 군데에서만 유독 1440ppm에 달하는 수은이 검출되었고, 나머지 53곳에서는 보통과 비슷한 205ppm에 근접한 수치가 나왔다는 것이다. 심지어는, 이 비정상적으로 높은 수은의 검출량이 인근 지역에서 발생한 산업 오염으로 인해 생겨난 것이라는 학설까지도 나왔다.
2012년, 중국 고고학계는 진시황릉에서 거대한 '옛 황궁'의 터가 보존되어있다는 사실을 발표했다. 이 가설에 의하면, 이 사각형 모양의 궁전은 길이가 690m, 너비가 250m로, 17만 평방미터에 달하는 면적을 차지하고 있다고 한다. 이는 거의 베이징에 있는 자금성의 크기와 비슷할 정도이다. 궁정에는 18개의 부속 건물들이 있었고, 1개의 거대한 건물들이 이 18개의 건물들을 내려다보는 위치에 있다고 한다. 고고학자들은 2010년부터 이 터를 조사하여 벽돌, 벽, 성문, 도자기 파편 등을 발견할 수 있었다.

## 발굴
1976년에 진시황릉이 발견되었을 때부터, 진시황릉은 중국 고고학계의 최대 관심거리들 중 하나였고 수많은 학자들이 다음과 같은 이유를 언급하며 조사를 요구하였다.
- 진시황릉은 지진대 위에 서있고, 지하에 매장되어 있는 부장품들을 보호하기 위해서라도 발굴을 진행해야 한다.
- 진시황릉을 발굴하면 관광업을 크게 발전시킬 수 있다.
- 도굴을 방지하기 위해 하루빨리 발굴해야 한다.

하지만, 대다수의 학자들은 아직 중국의 고고학 기술이 진시황릉과 같은 거대한 역사지구를 발굴하는 데에는 충분치 못하다며 반대하고 있다. 예를 들어, 진시황릉과 인접해 있는 병마용갱만 봐도, 중국 고고학계는 병마용이 외부 공기에 노출되면서 겉면에 화려하게 칠해져 있었던 색이 떨어져 나가는 것을 막지 못했다. 중국 정부는 이에 따라, 진시황릉 발굴을 위해서는 일단 관련 기술과 조사가 선행되어야 한다는 점을 공식 방침으로 내세웠고 이로 인해 진시황릉 주위에 있는 황손의 묘를 발굴 조사하는 것도 한시적으로 금지하였다.

## 의의
진시황릉의 발굴로 《사기》에 대한 신뢰성이 입증되기 시작하였다. 본기(本紀)의 전반부는 역사적인 근거가 없는 신화나 설화로 평가되어 왔었기 때문에 《사기》에 대한 부정적인 평가가 좀더 사라졌다.

## 같이 보기
- 진 시황제
- 병마용

진시황릉
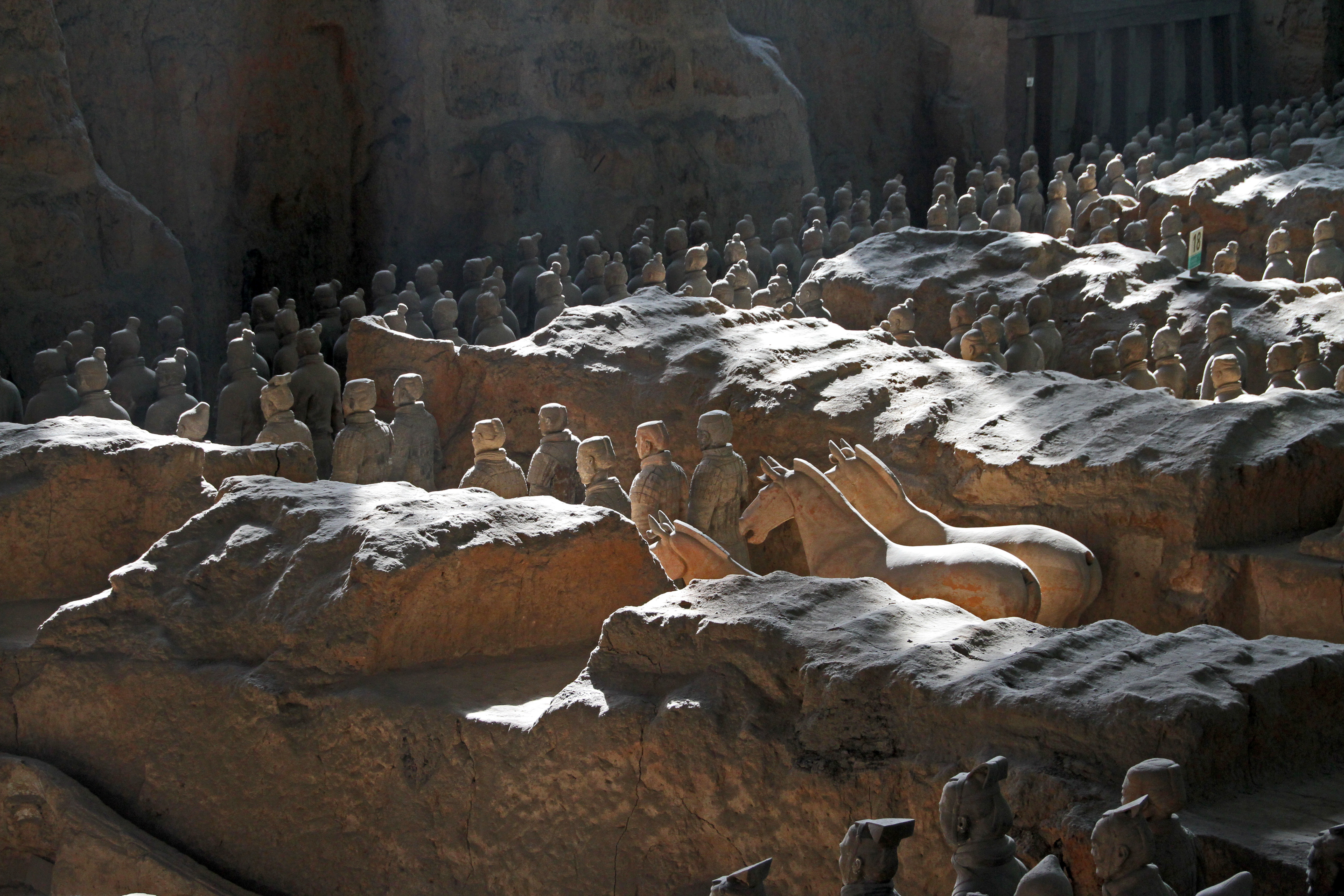
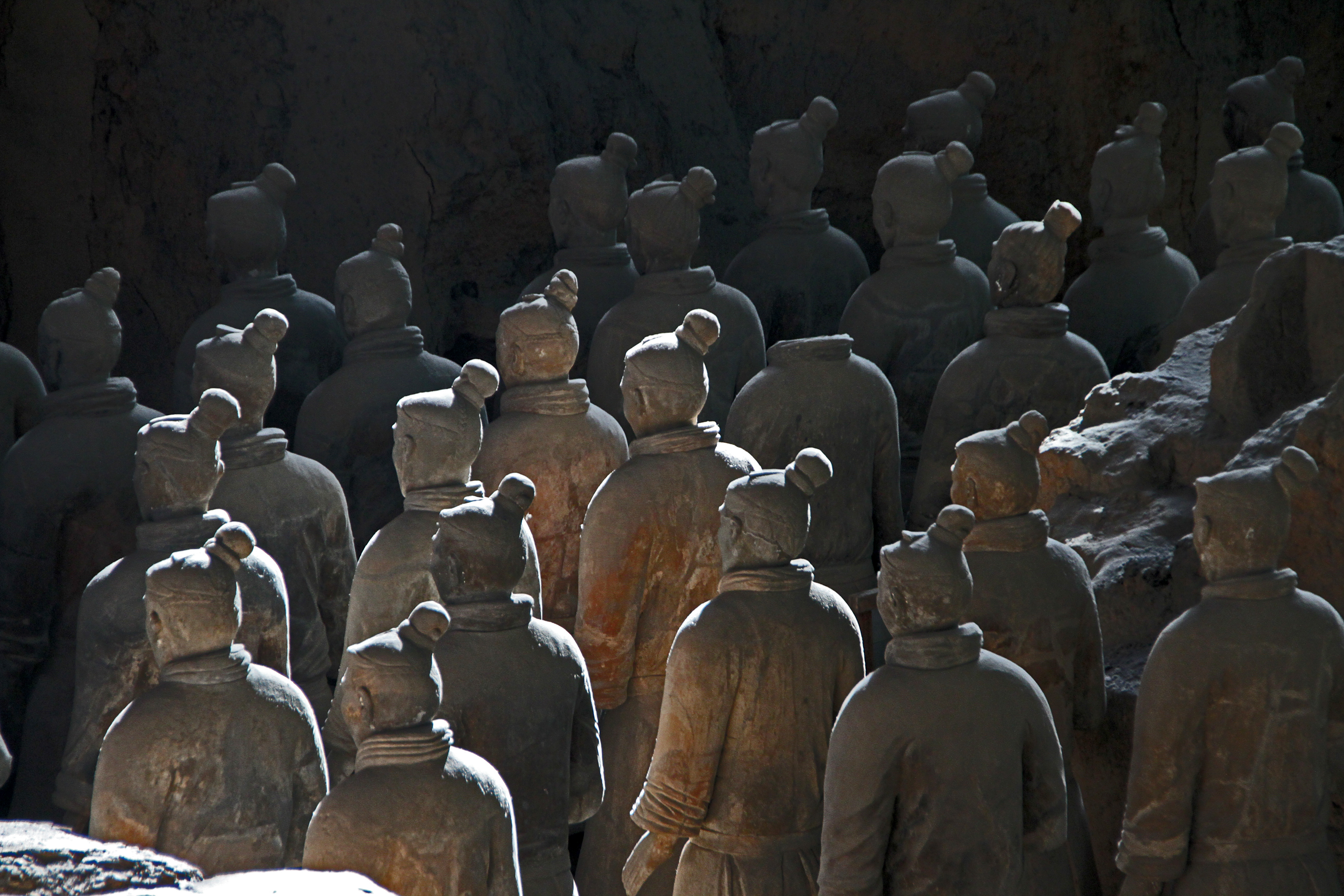
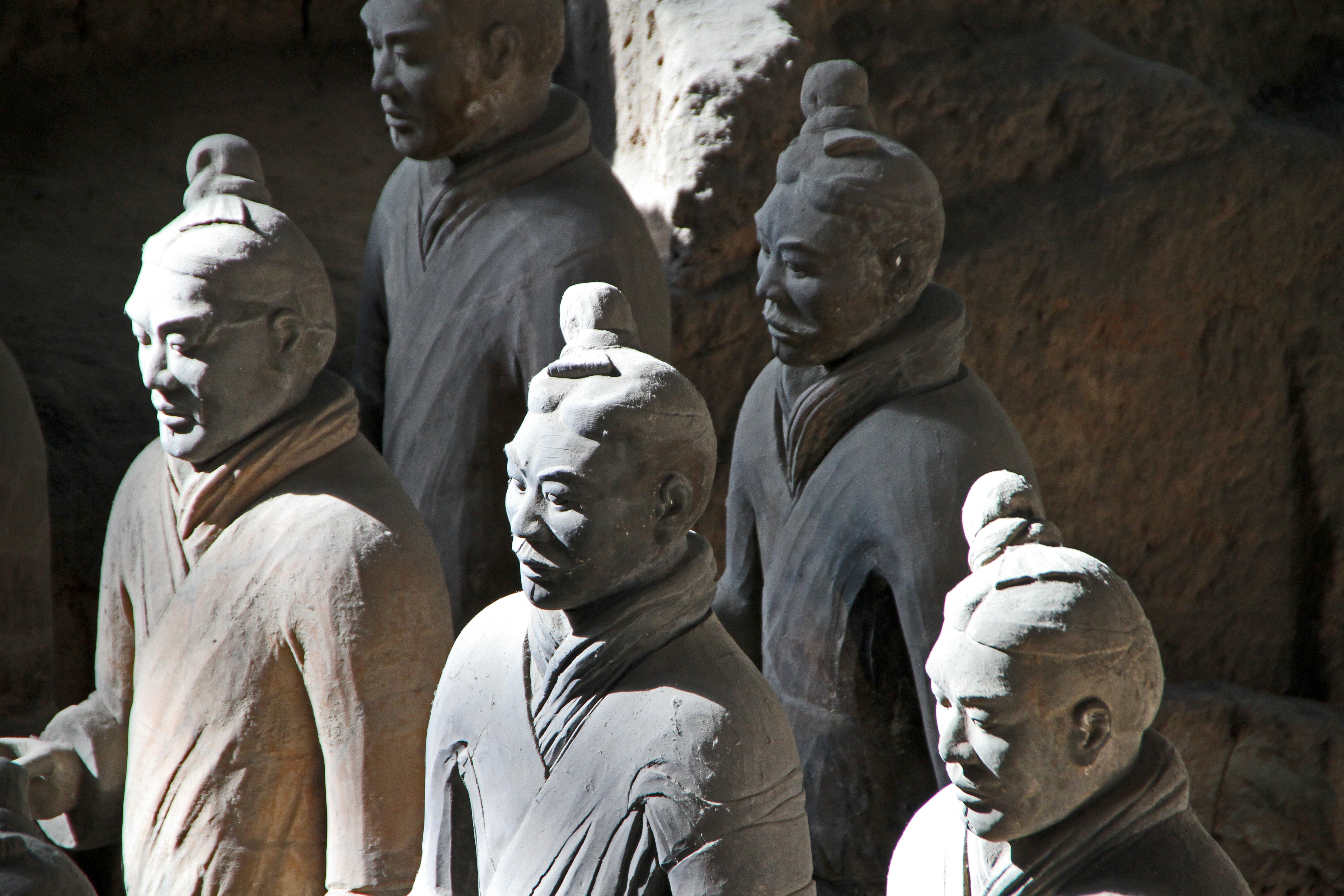
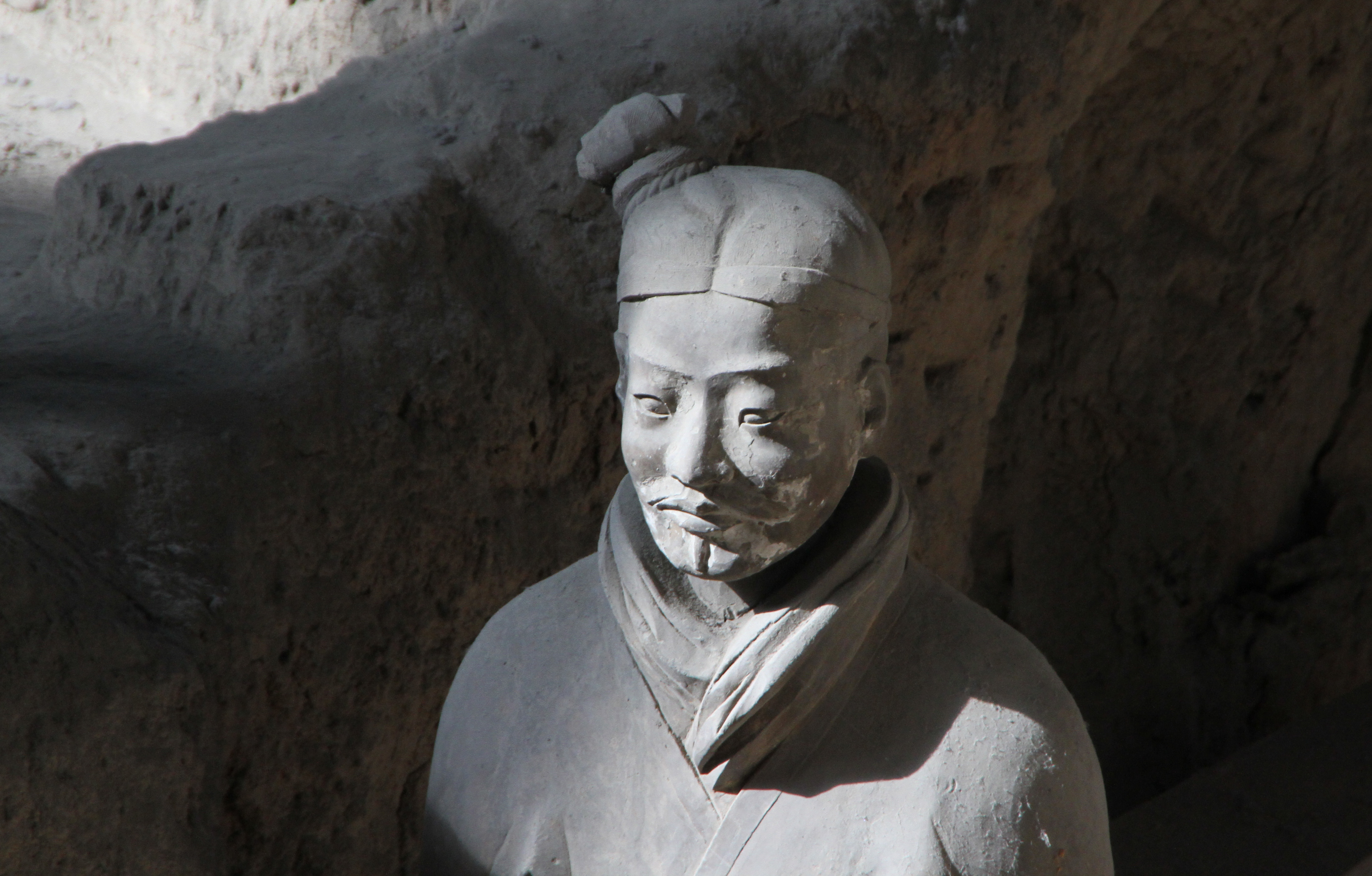
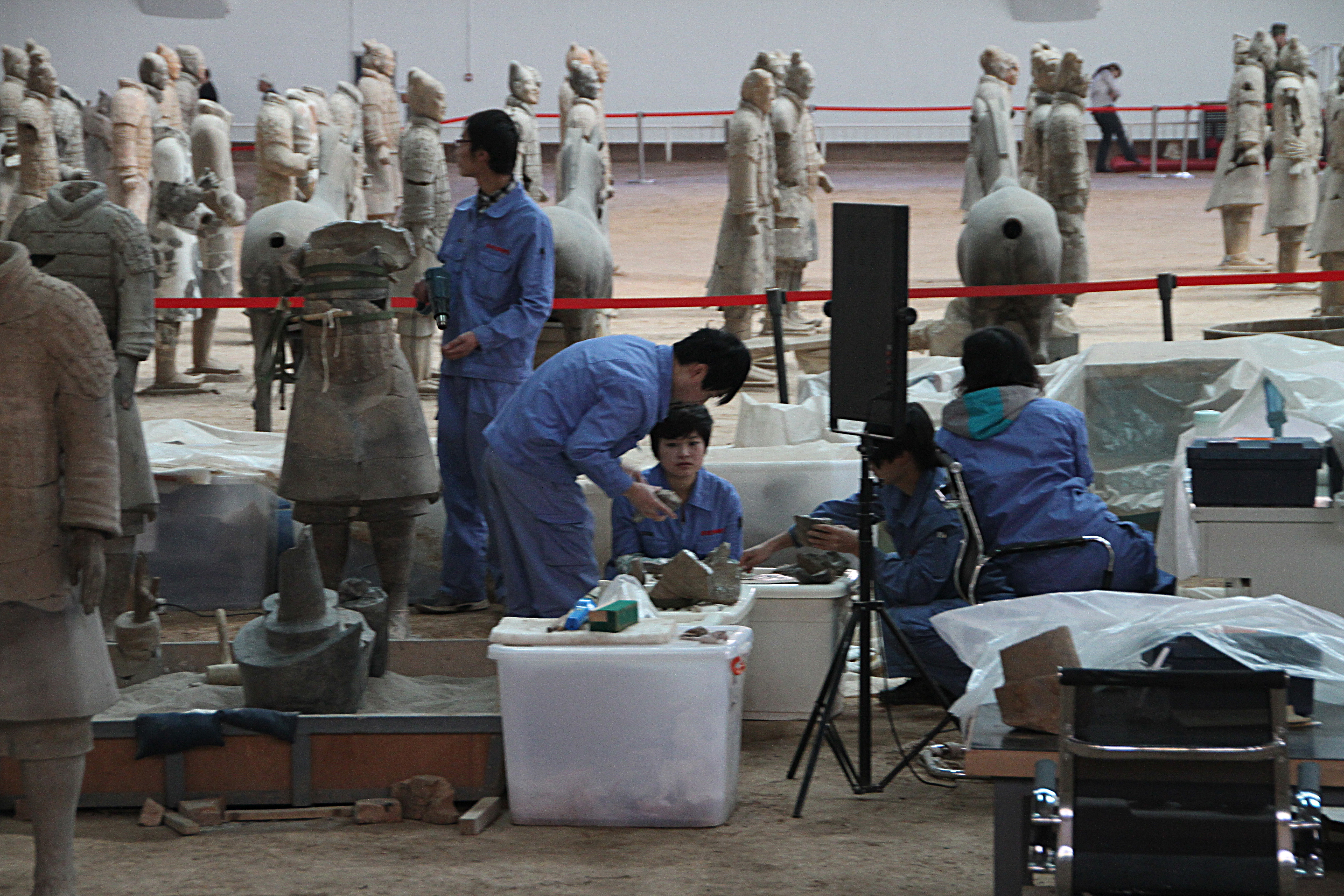
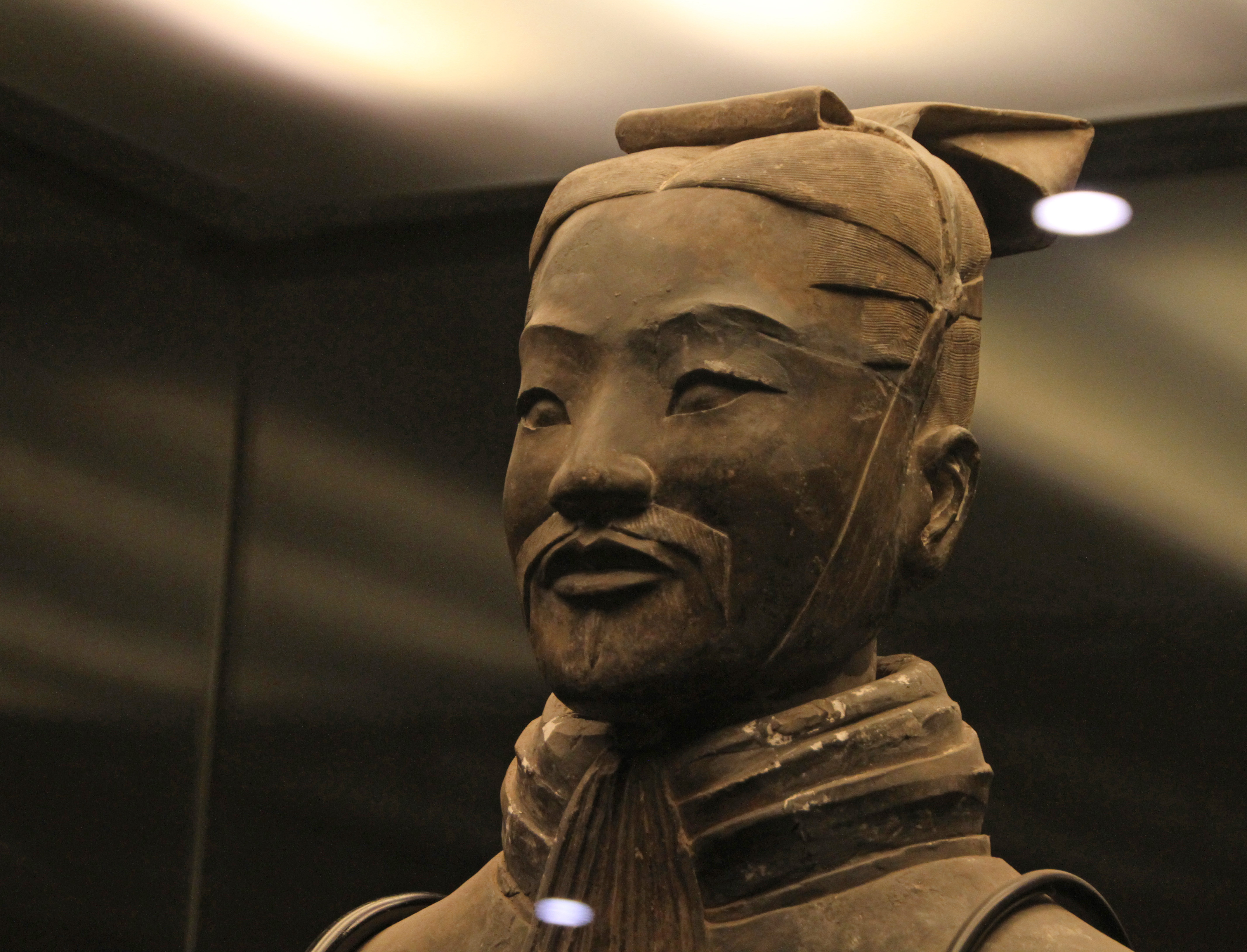
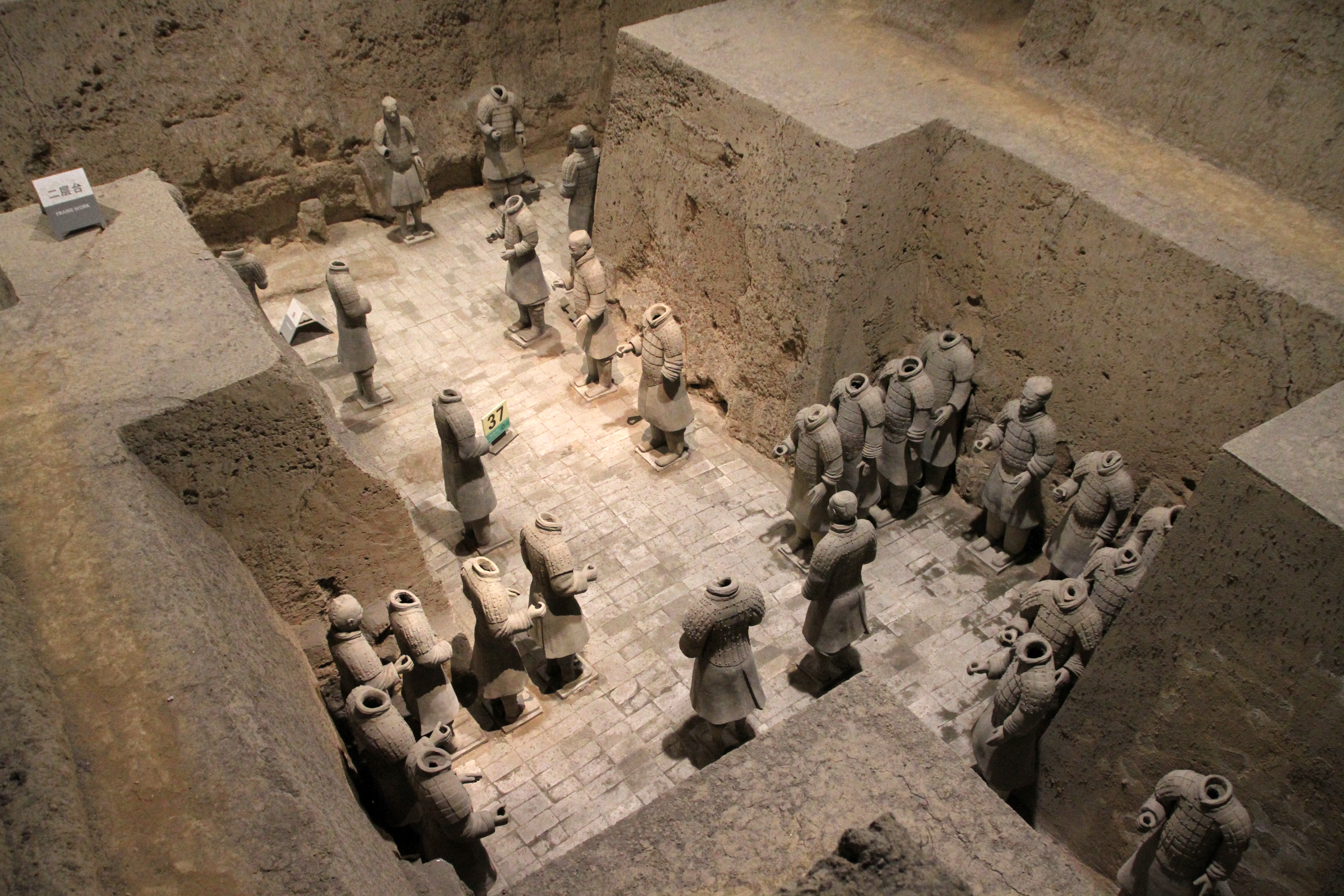
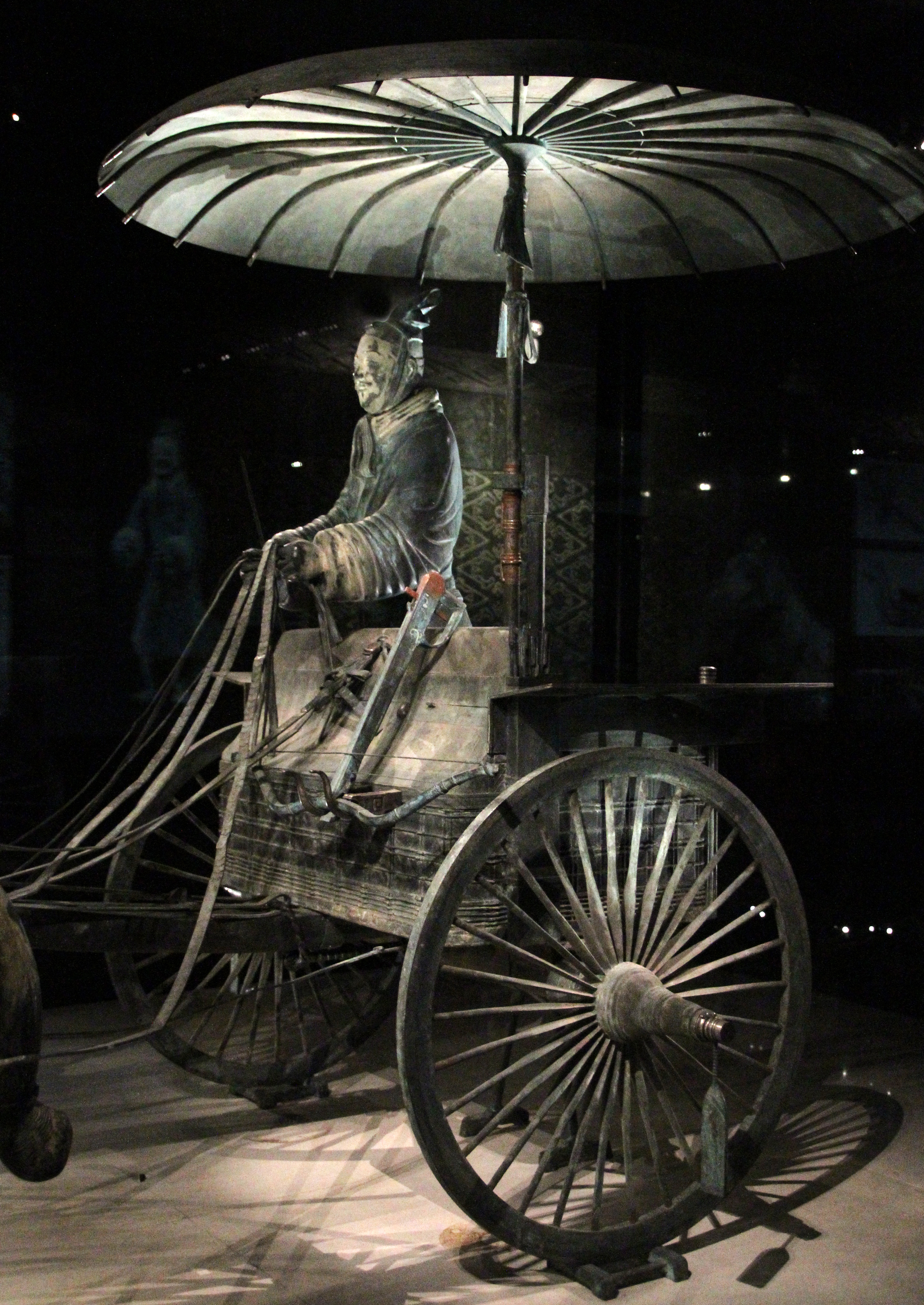